# 카피캣 (마블 코믹스)
카피캣(영어: Copycat)은 마블 코믹스의 슈퍼 히어로 캐릭터이다. 본명은 버네사 제럴딘 칼라일(Vanessa Geraldine Carlysle). 신체변형으로 다른 사람으로 위장할 수 있는 뮤턴트로, 엑스포스 멤버이자 데드풀의 전 연인이다. 1991년 2월 《뉴 뮤턴트》 98호에 처음 등장했는데, 이때는 도미노로 위장한 상태였다가 1년 뒤 《엑스포스》 19호에서 카피캣임을 드러냈다. 파비안 니시에사와 롭 라이펠드가 공동 창작하였다. 영화 《데드풀》(2016)에서는 모레나 바카링이 데드풀의 연인 버네사 칼라일을 연기했다.

## 담당 배우

### 영화
- 데드풀(2016) - 모레나 바카링